# Maliattha albofusca
Maliattha albofusca là một loài bướm đêm trong họ Noctuidae.